# Slaget ved Stamford (918)
Det andet slag ved Stamford foregik mellem vestsakserne og danske vikinger i maj 918 i byen Stamford, Lincolnshire . Den engelske kong Edvard den Ældre angreb Stamford, og formåede erobre den fra vikingerne. Senere samme år opførte Edvard endnu en burh på sydsiden af floden Welland. Voldene på den nordlige burh kan have omkranset et areal på omkring 750 hides, mens Edvards fæstning kan have været omkring 650 hides.